# Wymieranie kredowe

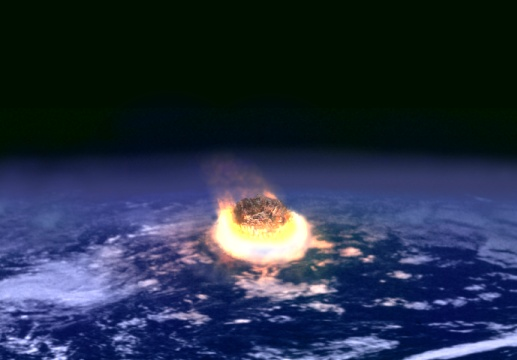
Uderzenie meteorytu w wizji artysty

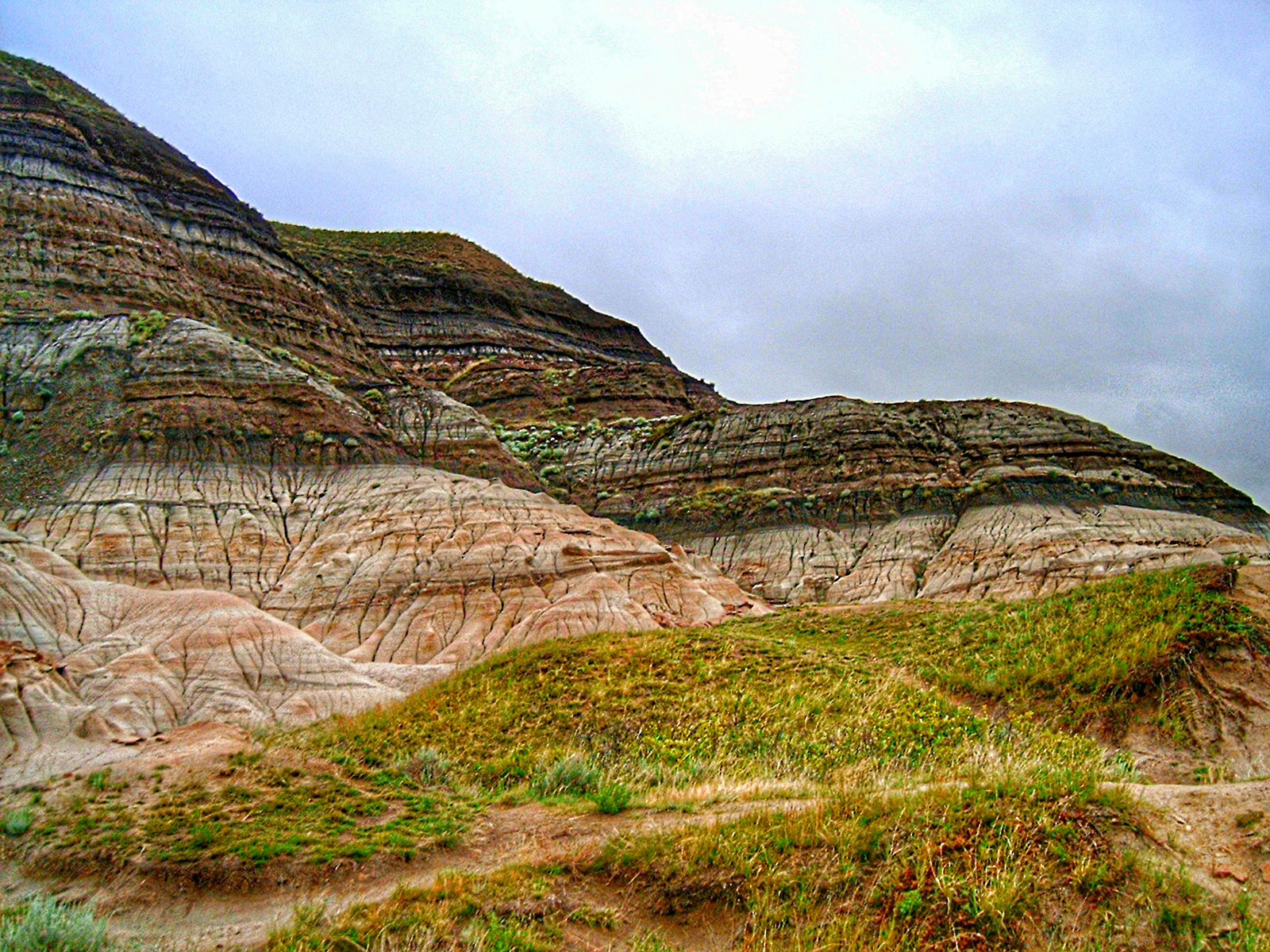
Badlands w okolicy Drumheller (Alberta), gdzie erozja odsłoniła granicę K-T

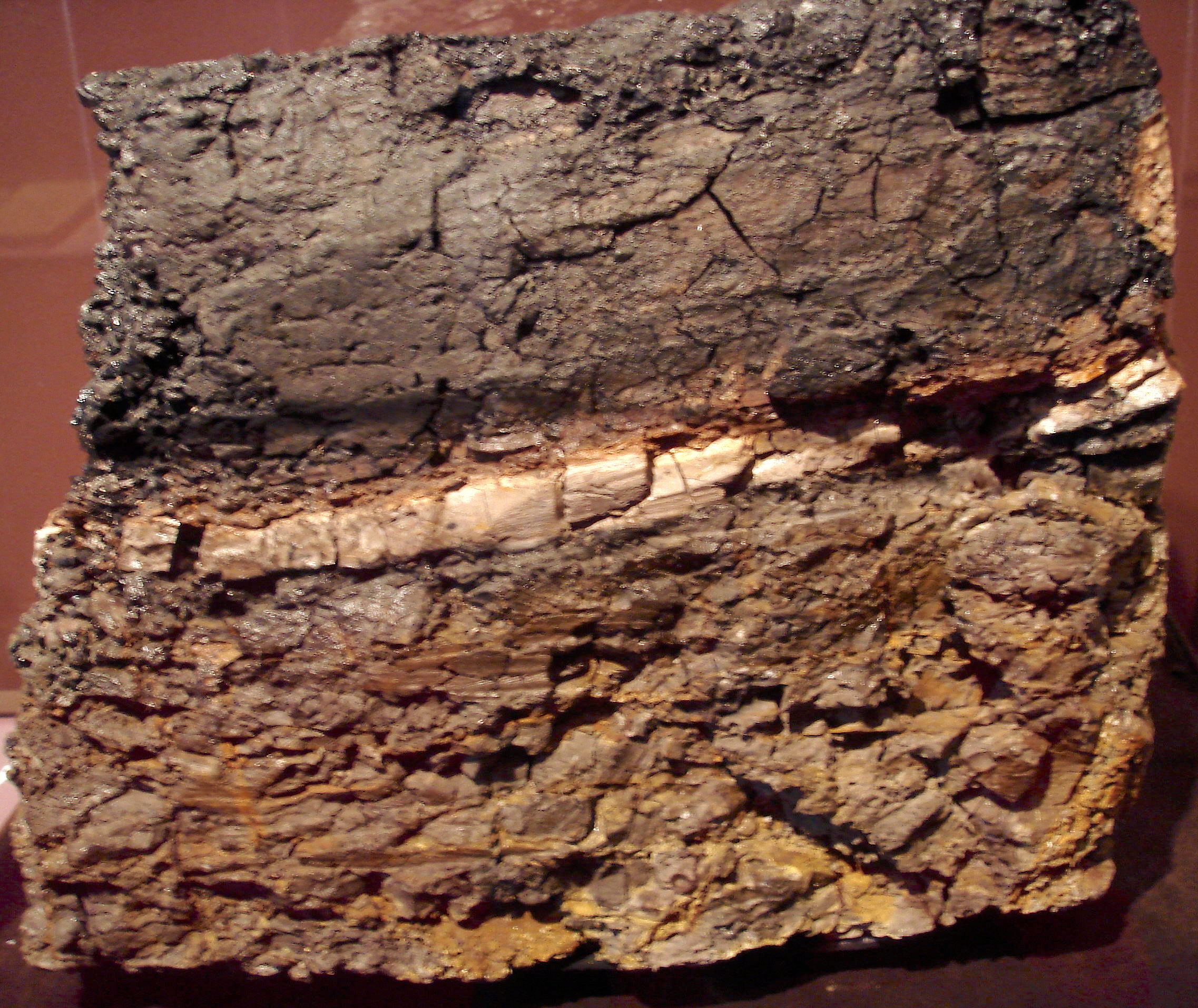
Skały z Wyoming w USA z pośrednią warstwą iłowca zawierającą tysiąckrotnie więcej irydu, niż w warstwach wyższej i niższej. Obrazek z San Diego Natural History Museum

Wymieranie kredowe – masowe wymieranie sprzed 66 milionów lat, podczas którego wyginęło około 3/4 gatunków roślin i zwierząt żyjących na Ziemi, w tym nieptasie dinozaury. Wyznacza ono koniec okresu kredowego i ery mezozoicznej (granica K-T), a początek kenozoiku, ery trwającej obecnie.
W zapisie geologicznym zdarzeniu temu odpowiada cienka warstwa osadów, zwana anomalią irydową, spotykana na całym świecie w skałach morskich i lądowych, zawierająca podwyższoną ilość irydu, metalu rzadkiego w skorupie ziemskiej, obficiej występującego zaś w planetoidach.
Ogólnie przyjmuje się, że wymieranie spowodowane zostało uderzeniem masywnej planetoidy, co wywołało katastrofalne efekty dla globalnego środowiska, w tym przedłużającą się zimę, uniemożliwiającą fotosyntezę. Hipotezę impaktu potwierdziło odkrycie mierzącego 180 km krateru Chicxulub na granicy Zatoki Meksykańskiej i półwyspu Jukatan w późnych latach siedemdziesiątych XX wieku. Stanowi on dowód, że granica K-T reprezentuje pozostałości uderzenia planetoidy. Fakt wymierania w tym samym czasie stanowi argument za hipotezą impaktową. Jednakże niektórzy naukowcy podtrzymują opinię, że wymieranie spowodowały bądź spotęgowały inne czynniki, jak erupcje wulkaniczne, zmiany klimatyczne czy zmiany poziomu morza.
Na przełomie kredy i trzeciorzędu wyginęła szeroka gama gatunków. Najbardziej znane z nich są nieptasie dinozaury. Wymarło wtedy wiele innych organizmów lądowych, wśród nich niektóre ssaki, pterozaury, ptaki, jaszczurki, owady i rośliny. W oceanach wymieranie to wyniszczyło wielkie jaszczurki morskie mozazaury, plezjozaury, pewne ryby, w tym rekiny, mięczaki (zwłaszcza amonity) i wiele gatunków planktonu. Szacuje się, że wyginęło wtedy 75% lub więcej wszystkich żyjących na Ziemi gatunków. Wyginięcie wielu grup stworzyło szansę dla innych organizmów. W jego wyniku wiele grup przeszło gwałtowną radiację adaptacyjną, nagłe i obfite różnicowanie się w nowe formy i gatunki zajmujące opuszczone nisze ekologiczne. Ssaki szczególnie zróżnicowały się w paleogenie. Powstały nowe formy, jak koniowate, walenie, nietoperze czy naczelne. Ptaki, ryby i prawdopodobnie jaszczurki również przeszły radiację.

## Przed wymieraniem – flora i fauna kredowa
Bogactwo gatunkowe roślin i zwierząt (planktonu, bezkręgowców, dinozaurów) wzrastało lub utrzymywało się na stałym poziomie przez większą część kredy. Na lądach charakterystyczne grupy roślin okrytozalążkowych oraz liściaste nagozalążkowe stały się podstawowym elementem flory. Faunie ton nadawały zróżnicowane zespoły pterozaurów i dinozaurów, wśród których wiele gatunków charakteryzowały duże lub bardzo duże wymiary ciała. Charakterystycznym elementem pelagialu mórz były bogate, wielogatunkowe zespoły otwornic, belemnitów, amonitów, a także mozazaury i plezjozaury. W litoralu ciepłych mórz najważniejszymi organizmami budującymi rafy stały się duże małże – rudysty. W siedliskach bentosowych powszechnie występowały i były szeroko rozprzestrzenione inne małże – inoceramy.

## Wzorce wymierania
Wymieranie kredowe było ciężkie, globalne, szybkie i selektywne. Mówiąc o ciężkości, ma się na myśli, że wyginęło wtedy bardzo wiele gatunków. Bazując na skamielinach morskich szacuje się, że przynajmniej 75% wszystkich gatunków zniknęło wtedy z powierzchni Ziemi. Jablonski i Chaloner zwracają jednak uwagę na trudności w oszacowaniu zmienności prehistorycznych ekosystemów. Dostępne im dane pochodzą głównie od bezkręgowców morskich, generalnie jako skamieniałości zachowują się głównie przedstawiciele gatunków występujących obficie i szeroko rozprzestrzenionych.
Było to wydarzenie globalne. Wydaje się, że dotknęło wszystkie kontynenty w tym samym czasie. Dla przykładu nieptasie dinozaury znane są z mastrychtu Ameryki Północnej, Europy, Azji, Ameryki Południowej, Afryki i Antarktydy, ale nie znaleziono ich w żadnym miejscu na świecie w kenozoiku. Podobnie kopalny pyłek ukazuje zniszczenie zbiorowisk roślinnych rozrzuconych tak daleko, jak Nowy Meksyk, Alaska, Chiny i Nowa Zelandia. Wymieranie objęło również wszystkie morza i oceany. Szeroko rozpowszechnione grupy, jak mozazaury i amonity zniknęły z powierzchni Ziemi. Co więcej, wymieranie zdarzyło się w tym samym czasie na lądzie i w morzu.
Nawet w przypadku wielkiego kataklizmu występowała znaczna zmienność w tempie wymierania w przypadku różnych kladów. Przyjmuje się, że gatunki polegające na fotosyntezie doznały spadku liczebności bądź wyginęły, gdy pył atmosferyczny zasłonił słońce i odciął im dopływ energii słonecznej. Wymieranie roślin spowodowało znaczne przetasowania dominujących grup flory.
Coccolithophorida i mięczaki (w tym amonity, Hippuritoida, ślimaki słodkowodne i małże) oraz organizmy stojące za tymi w łańcuchu pokarmowym wyginęły bądź ich populacje mocno ucierpiały. Dla przykładu uważa się, amonity stanowiły główne źródło pożywienia mozazaurów, grupy olbrzymich morskich jaszczurów, które wyginęły z przełomem K-T.
Wszystkożercy, owadożercy i padlinożercy przetrwali wymieranie, być może z powodu większej dostępności ich źródeł pokarmu. Wydaje się, że pod koniec kredy nie istnieli wśród ssaków wyłączni roślinożercy ani mięsożercy. Ptaki czy ssaki, które przetrwały wymieranie, żywiły się owadami, robakami i ślimakami, które z kolei żerowały na martwych roślinach i szczątkach organicznych. Naukowcy postawili hipotezę, że organizmy te przetrwały upadek łańcuchów pokarmowych bazujących na roślinach dzięki temu, że jako bazę pokarmową wykorzystywały detrytus.
W biocenozach strumieni nieliczne grupy zwierząt wyginęły, ponieważ społeczności te w mniej bezpośredni sposób polegają na pokarmie roślinnym, a bardziej na detrytusie spłukiwanym z lądu. Podobne, ale bardziej skomplikowane wzorce znaleziono w oceanach. Wymieranie silniej zaznaczyło się wśród zwierząt pelagialu, niż wśród organizmów bentosowych. Zwierzęta pelagiczne są prawie całkowicie zależne od produkcji pierwotnej fitoplanktonu. Natomiast mieszkańcy dna morskiego żywią się detrytusem lub mogą się przestawić na spożywanie go.
Największymi oddychającymi powietrzem atmosferycznym zwierzętami, które przetrwały, są krokodylomorfy i champsozaury (Choristodera). Współczesne krokodyle mogą żywić się padliną, potrafią też przetrwać miesiące bez jedzenia. Ich młode są niewielkie, rosną wolno, żywią się głównie bezkręgowcami i padłymi organizmami lub ich częściami przez kilka pierwszych lat życia. Cechy te powiązano z przeżyciem krokodyli pod koniec kredy.
Po wymieraniu kredowym różnorodność biologiczna powoli odbudowywała się.

### Mikroorganizmy
Granica K-T reprezentuje linię podziału, wyznaczającą jeden z najdramatyczniejszych zwrotów w składzie gatunkowym widocznym w zapisie kopalnym dla różnych mikroorganizmów planktonicznych, których szczątki utworzyły osady wapienne okresu kredowego, od których pochodzi nazwa kredy. Analizy statystyczne wyginięć morskich tego czasu wskazują, że spadek różnorodności gatunkowej spowodowany był silnym przyspieszeniem tempa wymierania gatunków, a nie zwolnionym tempem specjacji. Zapis zmian składu gatunkowego Dinoflagellata czasów granicy K-T nie jest tak dobrze rozumiany, głównie z powodu obecności tylko cyst w zapisie kopalnym. Nie tylko bruzdnice tworzyły na pewnych etapach rozwoju cystowate struktury. W związku z tym szacowana różnorodność bruzdnic może być niedoszacowana wskazują, że nie było większych przeskoków w Dinoflagellata przy przejściu przez granicę K-T.
Promienice istnieją w zapisie kopalnym co najmniej od ordowiku. Ich zmineralizowane skamieniałe szkieleciki można wyśledzić poprzez granicę K-T. Nie ma żadnych dowodów na masowe wymieranie tych organizmów. Zaobserwowano zwiększoną produktywność tych organizmów na wysokich szerokościach geograficznych południowych w efekcie ochłodzenia we wczesnym paleocenie. Szacunkowo 46% gatunków okrzemek przetrwało przejście pomiędzy kredą a górnym paleocenem. Sugeruje to znaczne zmiany w gatunkach, ale nie katastrofalne wymieranie okrzemek na przełomie kredy i paleogenu.
Obecność planktonicznych otwornic na granicy K-Pg była obiektem badań od lat trzydziestych XX wieku. Liczne publikacje udokumentowały szczegółowo wyginięcia planktonicznych otwornic na granicy K-T. Jednak niektórzy autorzy kwestionowali takie stawianie sprawy, a dostrzegając w tych zmianach gatunkowych jedynie dowody na liczne drobne wyginięcia i ekspansje poprzez granicę.
Liczne gatunki otwornic bentosu wyginęły w czasie wymierania kredowego, prawdopodobnie z powodu zależności od organicznych odpadków, którymi się żywiły, jako że biomasa oceanów mogła się obniżyć. Jednakże jako że morskie mikroorganizmy odżyły, uważa się, że nasilona specjacja bentosowych otwornic wynikła ze wzrostu zasobów pokarmu. Odnowa fitoplanktonu we wczesnym paleocenie zapewniła pożywienie wielkim zbiorowiskom otwornic bentosowych, żywiących się głównie detrytusem. Odnowienie się zbiorowisk bentosowych otwornic nastąpiło we wczesnym paleocenie i trwało kilkaset tysięcy lat.

### Bezkręgowce morskie

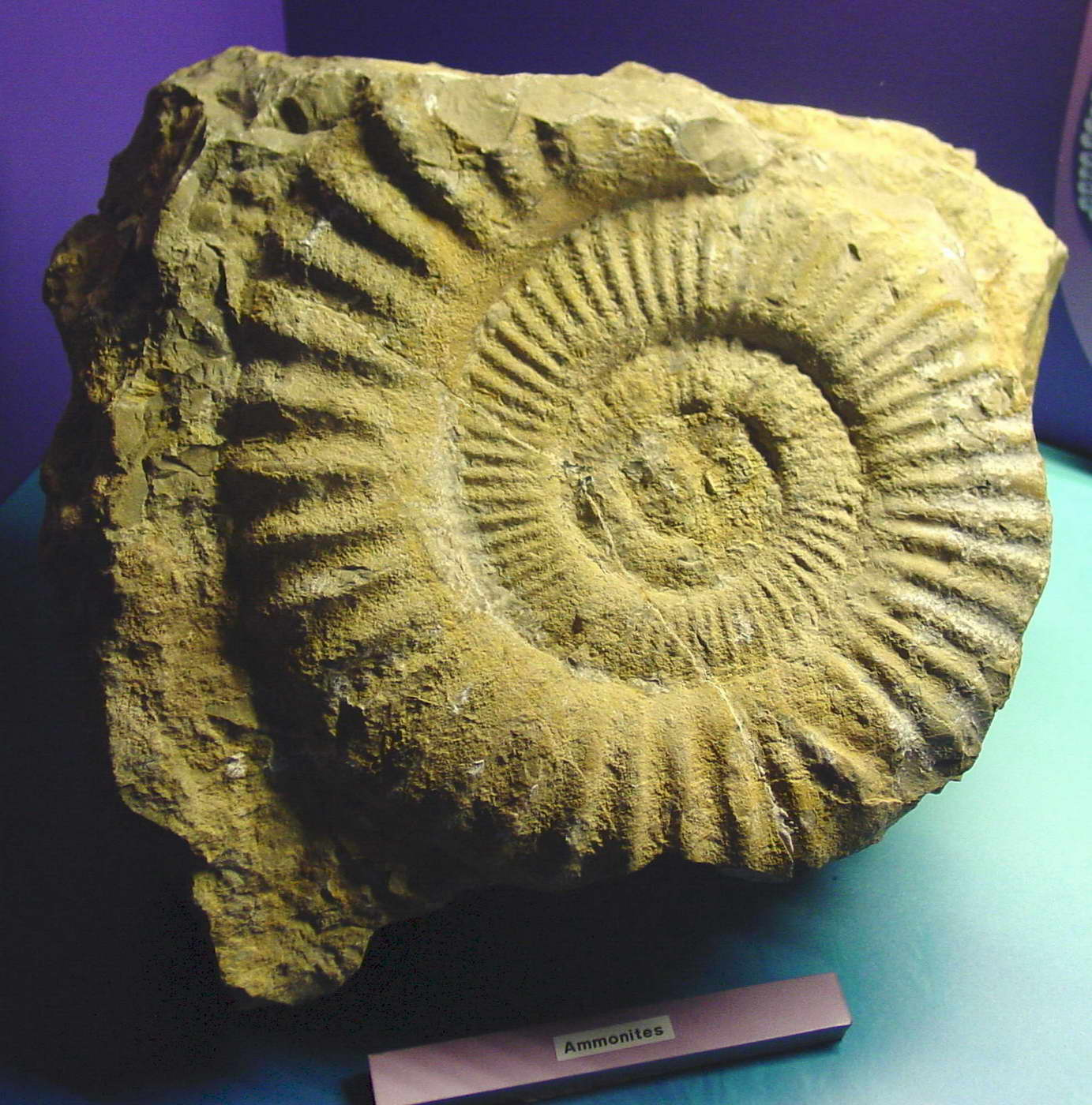
Skamielina amonita

Przegląd skamieniałości małżoraczków, które dominowały w pelagialu w mastrychcie, pokazuje, że ich różnorodność w paleocenie była mniejsza, niż kiedykolwiek podczas trzeciorzędu. Jednak badania nie mogą potwierdzić, czy ich wymieranie nastąpiło jeszcze przed, czy też podczas czasu przejściowego.
Szacuje się, że 60% rodzajów późnokredowych koralowców z grupy korali madreporowych nie przetrwało granicy K-Pg. Dalsze analizy wyginięć korali wykazały, że około 98% gatunków żyjących w koloniach, zamieszkujących ówczesne ciepłe, płytkie wody klimatu równikowego, zniknęło. Koralowce prowadzące samotny tryb życia, które zazwyczaj nie tworzą raf i zamieszkują chłodniejsze i głębsze wody oceanów (poniżej strefy eufotycznej), zostały dotknięte w mniejszym stopniu. Przypuszcza się, że za taki wzorzec wymierania obserwowanego wśród różnych grup koralowców na granicy K-T odpowiada wymieranie symbiotycznych, fotosyntetyzujących glonów, od których korale tworzące rafy są uzależnione. Jednak wykorzystanie danych ze skamielin koralowców do wsparcia tezy o wymierania na granicy K-Pg i następczym odradzaniu w paleocenie musi zważyć na zmiany w ekosystemach koralowców poprzez granicę K-Pg.
Powyżej granicy K-T pozostałości licznych rodzajów głowonogów, szkarłupni i małży spotyka się wiele rzadziej.

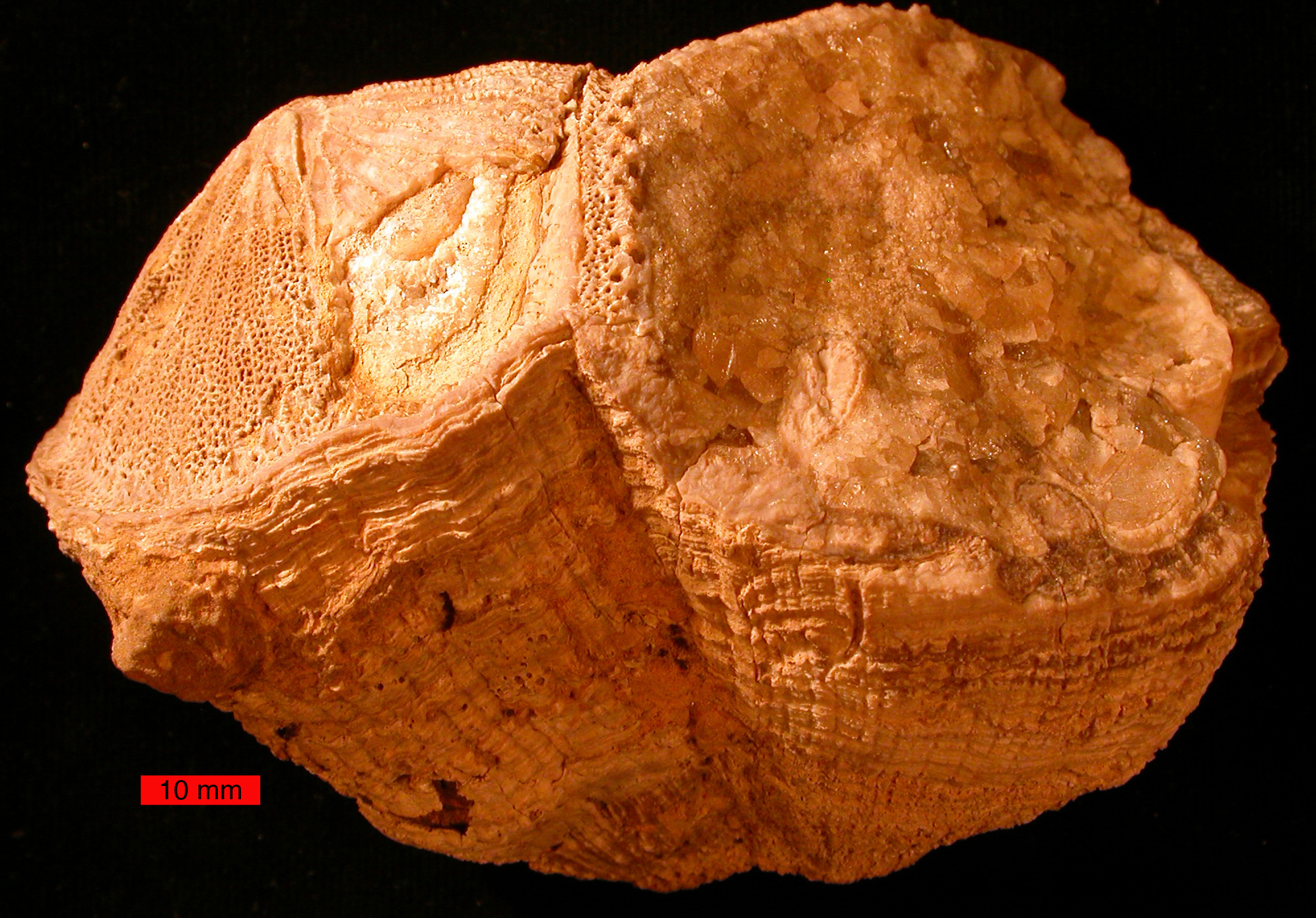
Późnokredowe małże z gór Omani w Zjednoczonych Emiratach Arabskich, skala 1 cm

Poza łodzikowcami, reprezentowanymi w obecnej faunie przez łodziki oraz płaszczobrosłymi, które zróżnicowały się we współczesne ośmiornice, kałamarnice i mątwy. Inne gatunki głowonogów wyginęły na granicy K-Pg, wśród nich ważne pod względem ekologicznym belemnity i, spokrewnione z łodzikowcami, amonity. Badacze zwrócili uwagę, że strategia rozrodcza przetrwałych łodzikowców, polegająca na wytwarzaniu niewielkiej liczby jaj, ale większych i lepiej zaopatrzonych, mogła przyczynić się do ich przetrwaniu w trakcie wymierania kredowego. W odróżnieniu bowiem od nich amonity stosowały strategię „na ilość”, produkując liczne jaja planktoniczne. Po wymarciu amonitów u łodzikowców nastąpiła radiacja, przejawiająca się znacznym zróżnicowaniem kształtu muszli.
Szacunkowo 35% rodzajów szkarłupni wyginęło na granicy K-Pg, jednakże taksony z płytkich siedlisk na niskich szerokościach geograficznych ucierpiały w kredzie późnej najbardziej. Szkarłupnie ze średnich szerokości geograficznych i głębokich wód zostały dotknięte w znacznie mniejszym stopniu. Przypuszczalnie ich wymieranie wynikało z utraty siedlisk, związanej ze zniszczeniem raf koralowych i zatopieniem płytkowodnych platform węglanowych.
Inne grupy bezkręgowców, w tym tworzące rafy Hippuritoida i Inoceramus, rodzaj wielkich małży, także wyginęły na granicy K-Pg.

### Ryby
Istnieje obfity zapis kopalny ryb żuchwowców pochodzący z warstw mastrychtu i paleogenu, a ich wymieranie w tym czasie jest dobrze udokumentowane. Wśród ryb chrzęstnoszkieletowych około 80% rodzin rekinów i rajokształtnych (płaszczki) przetrwało wymieranie, podobnie jak ponad 90% rodzin doskonałokostnych. Istnieją dowody masowego umierania ryb kostnych, których skamieliny leżą bezpośrednio nad granicą K-Pg na Seymour Island w Antarktyce. W oczywisty sposób musiało wywołać je wymieranie kredowe. Jednakże morskie i słodkowodne środowiska ryb złagodziły efekty wymierania.

### Bezkręgowce lądowe
Dla zanalizowania różnorodności owadów w warstwach sąsiadujących z granicą K-Pg i tempa ich wymierania oceniono uszkodzenia owadów na skamieniałych liściach roślin kwiatowych, zebranych z 14 odsłonięć północnoamerykańskich. Badacze spostrzegli przed wymieraniem duże bogactwo roślin i żerujących nań owadów. Tymczasem we wczesnym paleocenie flora była względnie zróżnicowana, ale presja ze strony roślinożernych owadów była niewielka, stan ten utrzymywał się 1,7 miliona lat po wymieraniu. Badania filogenetyczne rozwoju niektórych pszczół sugerują masowe wymieranie w tej grupie w tym czasie, następnie zaś radiację.

### Rośliny lądowe
Istnieją dowody na globalne załamanie się zespołów roślinnych w okresie pomiędzy mastrychtem a paleogenem. Wymieranie widać zarówno w badaniu skamieniałego pyłku, jak i liści. Z danych pochodzących z odsłonięć w Ameryce Północnej wynika, że w omawianym czasie nastąpiły olbrzymie zniszczenia wśród zbiorowisk roślinnych, zarazem istnieją dowody świadczące o tym, że znaczące zmiany w megaflorze następowały na długo przed granicą K-T. Na odsłonięciach zlokalizowanych w Ameryce Północnej stwierdzono wyginięcie około 57% gatunków roślin. Na wysokich szerokościach geograficznych południowych, jak na Nowej Zelandii czy w Antarktyce masowe wymierania flory nie spowodowały znacznych zmian gatunkowych, za to gwałtowne krótkoterminowe zmiany we względnej obfitości grup roślin. W zapisie geologicznym na wielu stanowiskach w warstwach granicy K-T obserwowane jest znaczący wzrost udziału zarodników paprotników w stosunku do pyłków roślin nasiennych, co może świadczyć o rekolonizacji siedlisk, z których ustąpiły rośliny nasienne, przez paprotniki. Ten sam wzorzec rekolonizacji zaobserwowano po erupcji na Mount St. Helens w 1980.
Z powodu masowego zniszczenia roślin na granicy K-Pg wystąpiło mnożenie się organizmów saprotroficznych, jak grzyby, nie potrzebujących fotosyntezy i wykorzystujących substancje odżywcze z rozkładających się szczątków roślinnych. Dominacja grzybów trwała tylko kilka lat, podczas gdy atmosfera ulegała oczyszczaniu i było mnóstwo służącej za pożywienie materii organicznej. Gdy atmosfera oczyściła się, organizmy prowadzące fotosyntezę, jak paprotniki i inne rośliny, powróciły. Wydaje się, że poliploidia zwiększyła zdolność roślin kwiatowych do przetrwania wymierania, prawdopodobnie z powodu dodatkowych kopii genomu, które pozwoliły roślinom lepiej adaptować się do szybko zmieniających się warunków środowiska po zderzeniu.

### Płazy
Występują ograniczone argumenty za wymieraniem płazów na granicy K-Pg. Badanie kopalnych kręgowców na granicy K-Pg w Montanie nie wykazało żadnych wymarłych gatunków płazów. Jednak istnieje kilka gatunków mastrychckich płazów, jak np. bezogonowego płaza Theatonius lancensis, nieuwzględnionych w tym badaniu, a których skamieniałości nie znajduje się w osadach paleocenu i przedstawiciel Albanerpetontidae Albanerpeton galaktion. Paleontolodzy przypuszczają, że względnie niski poziom wymierania wśród płazów w tym czasie, podobny do obserwowanego u zwierząt słodkowodnych, może wynikać z tego, że organizmy te związane były ze środowiskami słodkowodnymi.

### Gady poza archozaurami

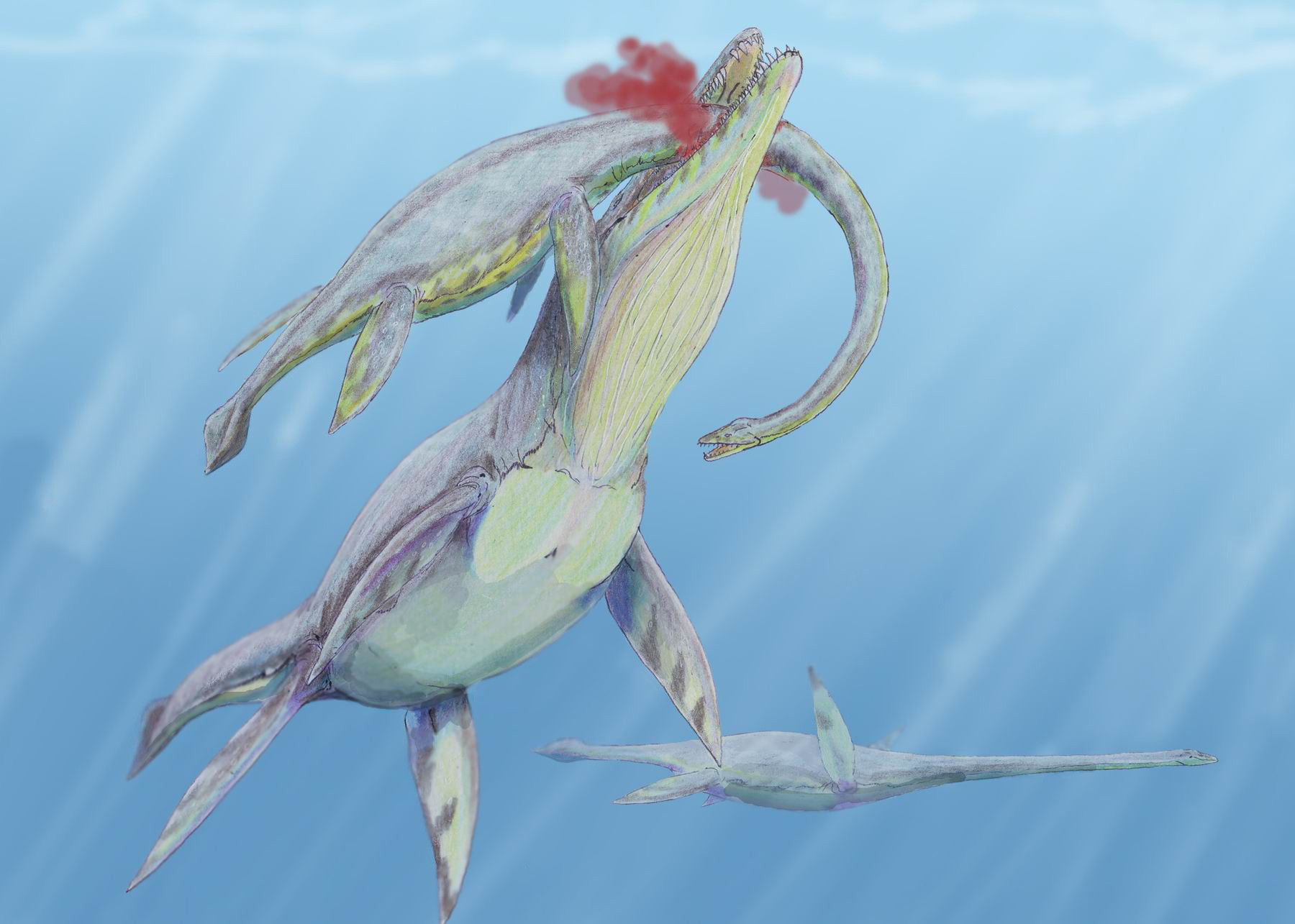
Wielkie gady morskie, jak mozazaury czy plezjozaury, wymarły z końcem kredy

Dwie współczesne linie gadów, poza archozaurami – żółwie i lepidozaury (jaszczurki z wężami i amfisbeny) razem z Choristodera (półwodnymi archozauromorfami istniejącymi do wczesnego miocenu) przetrwały wymieranie kredowe. Ponad 80% kredowych gatunków żółwi przetrwało granicę K-Pg. Co więcej, wszystkie 6 rodzin żółwi istniejących na końcu kredy przeżyło do paleocenu i reprezentują je żyjące do dzisiaj gatunki. Współczesne lepidozaury obejmują też poza łuskonośnymi sfenodonty (hatteria). Rhynchocephalia były na początku ery mezozoicznej szeroko rozpowszechnioną i odnoszącą względny sukces ewolucyjny grupą lepidozaurów. Ich sytuacja zaczęła się jednak pogarszać w środku kredy. Obecnie reprezentuje je pojedynczy rodzaj występujący endemicznie na Nowej Zelandii.
Rząd łuskonośnych, reprezentowany przez jaszczurki z wężami i amfisbeny, uległ radiacji w różnorodne nisze ekologiczne podczas jury, odnosił sukces ewolucyjny w kredzie. Przetrwał granicę K-Pg i obecnie stanowi najbardziej zróżnicowaną grupę gadów obejmującą powyżej 6000 gatunków. Żadna ze znanych rodzin lądowych łuskonośnych nie wymarła na granicy K-Pg, a dowody kopalne świadczą o tym, że nie ucierpiały one ani też nie było znacznych spadków liczebności. Ich niewielkie rozmiary, dostosowujący się do warunków metabolizm oraz zdolność do przemieszczania się na bardziej pasujące im siedliska stanowiły kluczowe cechy, dzięki którym przetrwały granicę pomiędzy późną kredą a wczesnym paleocenem. Wielkie niezaliczane do archozaurów gady wodne, jak mozazaury i plezjozaury, znajdujące się na szczycie łańcuchów pokarmowych mórz, wyginęły z końcem kredy.

### Archozaury
Klad archozaurów obejmuje dwie żyjące do dziś grupy: krokodyle (3 rodziny: aligatorowate, gawialowate i krokodylowate) oraz dinozaury (z których przetrwały jedynie ptaki).

#### Crocodyliformes
Rodziny krokodyli i ich bliskich krewnych reprezentowane są w zapisie kopalnym mastrychtu. 5 z nich nie przetrwało granicy K-Pg. 5 rodzin obejmuje przedstawicieli zarówno wśród szczątków mastrychckich, jak i paleoceńskich. Wszystkie przetrwałe rodziny Crocodyliformes zamieszkiwały słodkowodne i lądowe siedliska, jeśli nie liczyć Dyrosauridae, żyjących w wodach słodkich oraz morskich. Około 50% reprezentantów Crocodyliformes przetrwało granicę K-Pg. Jedyny dostrzegalny trend polega na wymarciu wszystkich dużych krokodyli. Przetrwanie Crocodyliformes mogło wynikać z ich wodnej niszy ekologicznej i zdolności do zagrzebywania się, która ograniczyła negatywne wpływy środowiska podczas wymierania. Jouve i współpracownicy w 2008 zasugerowali, że młodociane morskie Crocodyliformes żyły w siedliskach słodkowodnch, które nie zostały tak mocno dotknięte na granicy K-Pg, jak morskie.
Choristodera, grupa przypominających krokodyle zwierząt o niejasnym pochodzeniu (prawdopodobnie jednak należące do archozaurów) także przetrwały wymieranie, jednakże nie dotrwały do naszych czasów, gdyż wyginęły w miocenie.

#### Pterozaury
W mastrychcie żyła na pewno przynajmniej jedna rodzina pterozaurów, azdarchy. Jednak i ona wyginęła na granicy K-Pg. Te wielkie latające archozaury były ostatnimi przedstawicielami kurczącej się grupy, która jeszcze w środku okresu kredowego obejmowała 10 rodzin. Mniejsze pterozaury wyginęły jeszcze przed nastaniem mastrychtu, w czasie, gdy obniżyła się liczebność małych zwierząt, a większe stawały się coraz liczniejsze. Kilka odkrytych taksonów pterozaurów datowano na kampan/mastrycht, wśród nich ornitocheiroidy Piksi i Ornithocheirus, prawdopodobnie Pteranodonty i Nyctosauridae, a także tapeżary. Neornithes przechodziły różnicowanie i zastępowały wcześniejsze ptaki i pterozaury, prawdopodobnie na drodze bezpośredniej konkurencji, bądź też po prostu wypełniły puste nisze. Jednak ekologiczne zazębianie się obecności ptaków i pterozaurów zdaje się być minimalne. Wydaje się, że wyginięcie pterozaurów pokrywa się z dziwacznym zjawiskiem, „zamrożeniem różnorodności”. Po nagłej radiacji w kredzie wczesnej wyraźnie przestały się różnicować, co czyniło je podatnymi na mniejsze wymierania, jak Cretaceous Thermal Maximum.

#### Ptaki
Większość paleontologów uznaje ptaki za jedyną przetrwałą grupę dinozaurów. Jednak wyginęły także wszystkie ptaki nienależące do Neornithes, włącznie z kwitnącymi wcześniej grupami Enantiornithes i Hesperornithes. Kilka analiz skamielin ptaków wykazało ich różnicowanie jeszcze przed granicą K-Pg, wobec czego krewni kur, kaczek i strusi koegzystowały z nieptasimi dinozaurami. Duże zbiory ptasich skamieniałości obrazują wachlarz różnorodnych gatunków zapewniający dowód na obecność archaicznych ptaków na przestrzeni 300 tysięcy lat przed granicą K-Pg. Żaden z nich nie przetrwał do paleogenu, a ich obecność pod koniec mastrychtu i ich brak w paleogenie, dowodzi masowego wymierania ptaków archaicznych w tym okresie. Mała frakcja kredowych gatunków ptaków jednak przetrwała, dając początek dzisiejszym ich przedstawicielom. Dotychczas zaledwie pojedynczy gatunek ptaka, zresztą jeszcze nienazwany, został w sposób pewny zidentyfikowany po obu stronach granicy K-Pg. Jego szczątki znaleziono zarówno w mastrychckiej formacji Hell Creek oraz dańskiej formacji Fort Union). Jedyną grupą ptaków, która na pewno przetrwała wymieranie, są Neornithes (choć znany z paleogenu gatunek Qinornis paleocenica może reprezentować przetrwałą linię ptaków niezaliczanych do Neornithes). Przetrwanie przedstawicieli Neornithes katastrofy kredowej paleontolodzy upatrują w obserwowanych u obecnych przedstawicieli tej grupy zdolnościach do nurkowania, pływania i szukania schronienia w wodzie i na mokradłach, oraz umiejętności drążenia nor i budowania gniazd w dziuplach drzew czy termitierach, co może zapewniać ochronę przed niekorzystnymi warunkami środowiskowymi. Późniejszą radiację zapewniło Neornithes zajęcie nisz ekologicznych opuszczonych przez wymarłe nieptasie dinozaury.

#### Dinozaury

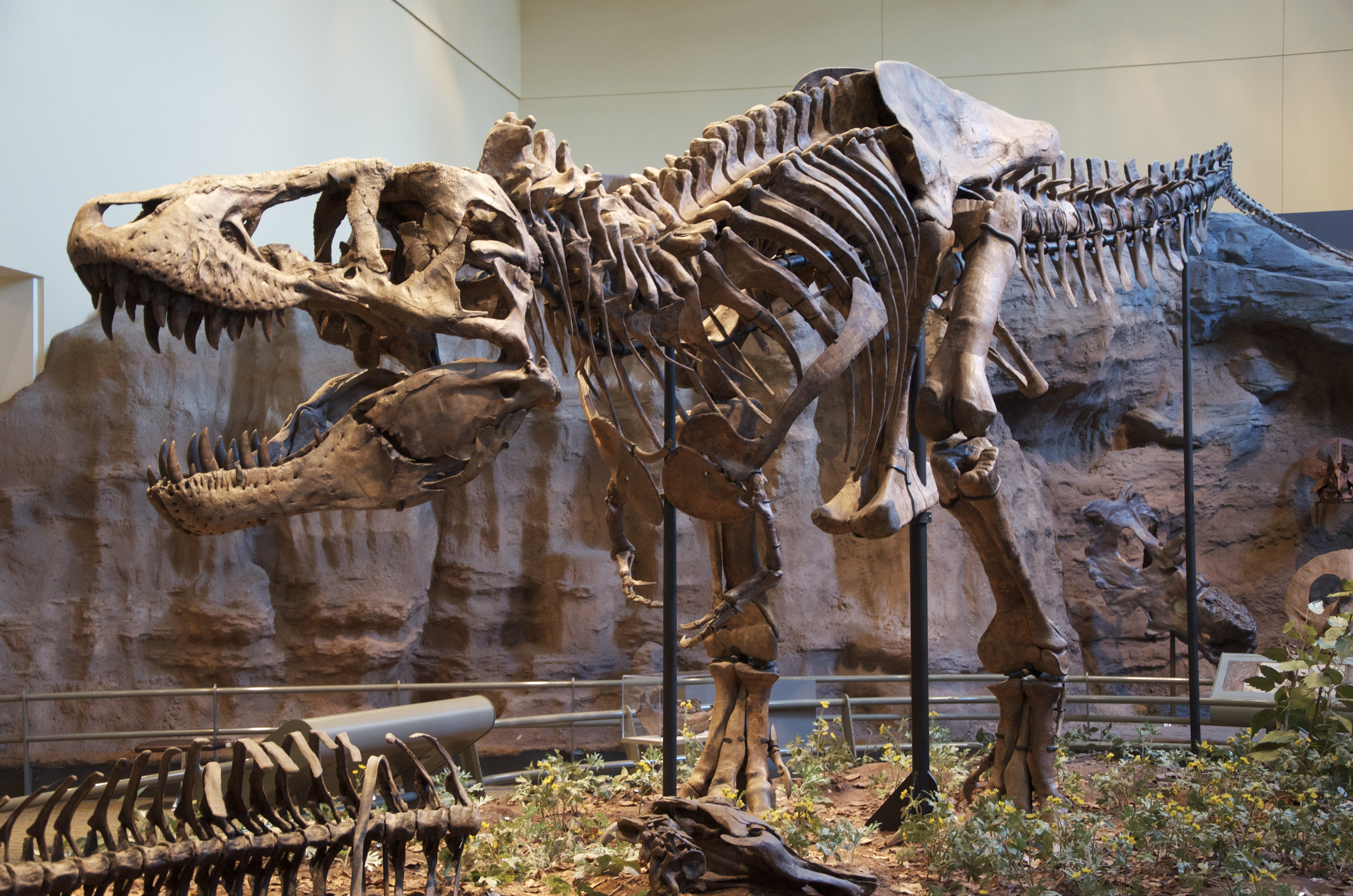
Tyranozaur należał do ostatnich nieptasich dinozaurów żyjących przed zagładą

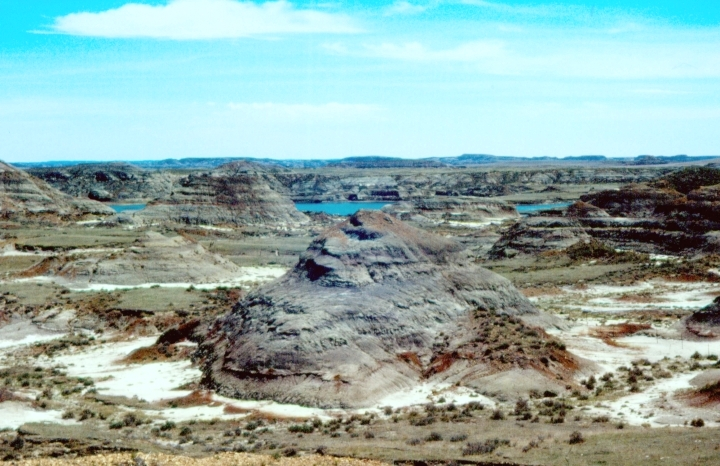
Formacja Hell Creek

Wyłączając kilka kontrowersyjnych tez, wśród naukowców panuje zgoda, że wszystkie dinozaury poza ptakami wyginęły na granicy K-Pg. Zapis kopalny interpretowano różnie, jako ukazujący spadek bioróżnorodności na kilka milionów lat przed wymieraniem, jak i nie wykazujący takiego spadku. Może to wynikać z jakości zapisu, niepozwalającej badaczom na rozróżnienie tych dwóch możliwości. W 2021 r. ukazała się praca wykazująca, że w analizowanych sześciu rodzinach gatunków, na 10 mln lat przez wielkim wymieraniem, spadała różnorodność gatunków dinozaurów wywołana zmniejszonym tworzeniem się nowych gatunków oraz zwiększonym wymieraniem, zarówno wśród roślinożernych, jak i mięsożernych. Prawdopodobną przyczyną spadku liczby gatunków były zmiany środowiskowe spowodowane globalnym ochłodzeniem klimatu i spadkiem różnorodności roślinożernych. Nie ma dowodów, by mastrychckie nieptasie dinozaury potrafiły drążyć w ziemi, pływać czy nurkować, więc zdaniem paleontologów były w większym stopniu narażone na konsekwencje zmian środowiskowych, związanych z wydarzeniami na granicy K-T. Możliwe, że niewielkie nieptasie dinozaury jednak przetrwały, ale zostały pozbawione pożywienia, jako że zarówno dinozaury roślinożerne wykorzystały doszczętnie dostępny pokarm roślinny, a mięsożerne na krótko tylko mogły znaleźć szybko zdobycz.
Wzrasta konsensus odnośnie do stałocieplności dinozaurów, co pozwala zrozumieć wyginięcie większości grup, inaczej niż u ich bliskich krewnych krokodyli. Ektotermiczne krokodyle cechują się znacznie ograniczonym zapotrzebowaniem na pokarm. Potrafią one przetrwać kilka miesięcy bez jedzenia. Natomiast zwierzęta endotermiczne podobnych rozmiarów wymagają znacznie większej ilości pokarmu, by utrzymać szybszy metabolizm. Wobec tego w warunkach opisanego wyżej załamania się łańcucha pokarmowego nieptasie dinozaury wyginęły, podczas gdy pewne krokodyle przetrwały. Dinozaury mięsożerne zjadały dinozaury roślinożerne, żywiące się roślinami. Załamanie się łańcucha pokarmowego dotknęło je w znacznym stopniu. Natomiast ssaki i niektóre niewielkie gady zajmowały zupełnie inne miejsce w sieci troficznej. Ich łańcuchy pokarmowe polegały w znacznie większym stopniu na materii organicznej zawartej w glebie.
Czy wymieranie następowało stopniowo, czy też bardzo nagle, pozostaje przedmiotem debaty, jako że zapis kopalny zdaje się wspierać oba poglądy. Wyniki badań skamieniałości pochodzących z 29 odsłonięć w katalońskich Pirenejach świadczą o wielkiej różnorodności dinozaurów przed granicą K-T, zidentyfikowano wówczas ponad 100 gatunków występujących na tych obszarach. Nowsze oszacowania wskazują, że bogactwo gatunkowe dinozaurów przed granicą K-T może być niedoszacowane, w związku z procesami tafonomicznymi i względnym ubóstwem skamieniałości pochodzących z ekosystemów kontynentalnych. Szacowane bogactwo gatunkowe nieptasich dinozaurów, bytujących w końcu kredy, i które nie przetrwały granicy K-T, określa się na od 628 do 1078 gatunków. Alternatywnie interpretacja bazująca na skałach noszących skamieliny wzdłuż rzeki Red Deer w kanadyjskiej Albercie wspiera pogląd o stopniowym wymieraniu dinozaurów, co potwierdzili inni naukowcy
Według nielicznych paleontologów niektóre nieptasie dinozaury przetrwały wymieranie kredowe. Dowodem na istnienie paleoceńskich dinozaurów miałyby być szczątki nieptasich dinozaurów w formacji Hell Creek w warstwie położonej do 1,3 m ponad warstwą graniczną K-T, 40 tysięcy lat po zakończeniu okresu kredowego. Próbki pyłków pobrane w pobliżu skamieniałej kości udowej hadrozaura w Ojo Alamo Sandstone przy rzece San Juan wskazują, że zwierzę to żyło w trzeciorzędzie, około 64,5 miliona lat temu, a więc milion lat po wymieraniu. Panuje jednak konsensus naukowy, zgodnie z którym skamieniałości te na skutek erozji przemieściły się i spoczęły w późniejszych osadach.

### Ssaki
Różnicowanie się ssaków rozpoczęło się około 30 milionów lat przed końcem kredy. Wszystkie główne linie kredowych ssaków, w tym stekowce, wieloguzkowce, torbacze i łożyskowce, Dryolestoidea i gondwanatery, przeżyły wymieranie kredowe, choć odniosły straty. W szczególności torbacze w dużym stopniu zniknęły z Ameryki Północnej, a azjatyckie Deltatheroida, prymitywni krewni współczesnych torbaczy, wyginęły. W osadach z Hell Creek w Ameryce Północnej przynajmniej połowa znanych wieloguzkowców i wszystkie 11 gatunków torbaczy nie występują już w osadach ponad granicą K-T. Różnicowanie się ssaków na granicy K-T uległo ograniczeniu.
Ssaki, mimo że nisze ekologiczne stały się dla nich dostępne po wyginięciu dinozaurów, nie od razu uległy zróżnicowaniu. Wczesne zróżnicowanie na początku paleogenu odnotowano jedynie w przypadku kilku rzędów: nietoperzy i Cetartiodactyla (zróżnicowanej grupy obejmującej walenie i parzystokopytne).
Gatunki ssaków, które przetrwały granicę K-T, cechowały niewielkie wymiary ciała, nie większe niż wymiary dzisiejszego szczura. Mała wielkość ciała mogła ułatwiać im znalezienie kryjówki. Co więcej, postuluje się, że pewne wczesne stekowce, torbacze i łożyskowce wiodły ziemno-wodny tryb życia bądź chroniły się w ziemnych norach. Mogłoby w związku z tym być w mniejszym stopniu narażone na stres środowiskowy, związany z wydarzeniami na granicy K-Pg.

## Dowody

### Północnoamerykańskie skamieniałości
Zapis kopalny lądów Ameryki Północnej obrazuje duży kontrast pomiędzy bogatymi późnomastrychckimi zbiorowiskami roślinnymi, a ubogimi i zdominowanymi przez paprotniki zbiorowiskami wczesnego paleocenu.
W osadach pod granicą dominujące są pozostałości pyłków okrytonasiennych, osady z samej granicy zawierają zaś mało pyłków, a dominują raczej zarodniki paprotników. Ilość i udział pyłków okrytonasiennych stopniowo zwiększa się po epizodzie wymierania K-T. Przypomina to sukcesję ekologiczną na obszarach zniszczonych erupcjami wulkanicznymi, gdzie początkowo pojawiają się paprotniki, które później zastępowane są przez rośliny okrytonasienne.
Obecnie najbardziej informatywna sekwencja bogatych w skamieniałości dinozaurów skał leży na zachodzie Ameryki Północnej, zwłaszcza zaś mastrychcka formacja Hell Creek z Montany (USA). Formacja ta, w porównaniu ze starszą, liczącą sobie szacunkowo 75 milionów lat, formacją Judith River/Dinosaur Park (odpowiednio Montana w USA i Alberta w Kanadzie), dostarcza informacji o zmianach w populacji dinozaurów przez ostatnie 10 milionów lat kredy. Te osady są geograficznie ograniczone, pokrywając jedynie część kontynentu.
Środkowo- i późnokampańskie formacje wykazują większe zróżnicowanie dinozaurów, niż jakakolwiek inna pojedyncza grupa skał. Skały zaś późnomastrychckie zawierają największych członków kilku ważniejszych kladów: tyranozaura, ankylozaura, pachycefalozaura, triceratopsa i torozaura.

### Skamieniałości morskie
Masowe wymieranie planktonu morskiego wystąpiło nagle, dokładnie na granicy K-Pg. Rodzaje amonitów zaczęły ginąć na bądź w pobliżu granicy K-Pg. Jednak odnotowano mniejsze i wolniejsze wymieranie rodzajów amonitów przed granicą, wiążące się z późnokredową regresją morza. Stopniowe wymieranie małży Inoceramidae zaczęło się znacznie przed granicą K-Pg, a niewielka, stopniowa redukcja różnorodności amonitów trwała przez całą późną kredę. Dalsze analizy wykazały, że epizody nasilonego wymierania niektórych grup organizmów zachodziły w morzach już w późnej kredzie i częściowo zachodziły na siebie w czasie, nim zakończyło je nagłe i masowe wymieranie.

### Megatsunami
Uderzenie bolidu powinno spowodować tsunami, i rzeczywiście ślady w postaci osadów po tsunami odnaleziono wokół obszaru Morza Karaibskiego i Zatoki Meksykańskiej, w głębokomorskich osadach atlantyckich oraz na platformie węglanowej na północnym wschodzie Brazylii.

## Długość trwania
Istnieją kontrowersje pomiędzy paleontologami co do tego, jak długo trwało wymieranie kredowe. Według autorów upatrujących przyczyny wymierania w uderzeniu planetoidy, wymieranie było szybkie i trwało od zaledwie kilku lat do kilku tysięcy lat. Inni autorzy zwracają uwagę na to, że wymieranie mogło trwać znacznie dłużej i zacząć się na kilka milionów lat przed końcem kredy. Kwestię tę trudno rozwiązać z uwagi na niedoskonałość zapisu kopalnego (efekt Signora-Lippsa). Sytuację utrudnia również to, że wychodnie skał zawierających ciągły zapis skamieniałości pochodzących z okresu od kilku milionów lat przed do kilku milionów lat po wymieraniu K-Pg są nieliczne.

## Uderzenie w Chicxulub

### Dowody impaktu
W 1980 zespół badaczy obejmujący noblistę w fizyce Luisa Alvareza, jego syna – geologa Waltera Alvareza oraz chemików Franka Asaro i Helen Michel odkrył na całym świecie warstwy osadów leżące na granicy kreda-paleogen i zawierające stężenie irydu wielokrotnie większe, niż normalne (30, 160 i 20 razy większe w trzech oryginalnie zbadanych przekrojach). Iryd w skorupie ziemskiej występuje niezwykle rzadko jako pierwiastek syderofilny – większa jego część wraz z żelazem przedostała się do jądra Ziemi podczas kształtowania się budowy planety. Pozostałości irydu spotyka się obficie w planetoidach i kometach, wobec czego zespół Alvareza zasugerował, że planetoida uderzyła w Ziemię, tworząc granicę K-Pg. Już wcześniej spekulowano nad możliwością impaktu, ale teraz po raz pierwszy dostarczono niezbitych dowodów na zderzenie.
Hipotezę tę pierwotnie okrzyknięto mianem radykalnej, ale szybko pojawiły się kolejne dowody. Leżąca na granicy glina okazała się pełna maleńkich sferuli skalnych, skrystalizowanych kropli stopionej uderzeniem skały. Na granicy zidentyfikowano także kwarc szokowy i inne minerały. Minerały szokowe cechują się zdeformowaną strukturą, tworzą się w wielkich ciśnieniach, powodowanych wybuchem jądrowym bądź upadkiem meteorytu. Identyfikacja wielkich osadów tsunami wzdłuż wybrzeża Zatoki Meksykańskiej i Karaibów także dostarczyła dowodu na zderzenie, sugerując, że impakt mógł zajść nieopodal, jako że utwory z granicy K-Pg stają się cieńsze na południu USA, a metrowej grubości osady obserwuje się na północy Nowego Meksyku.

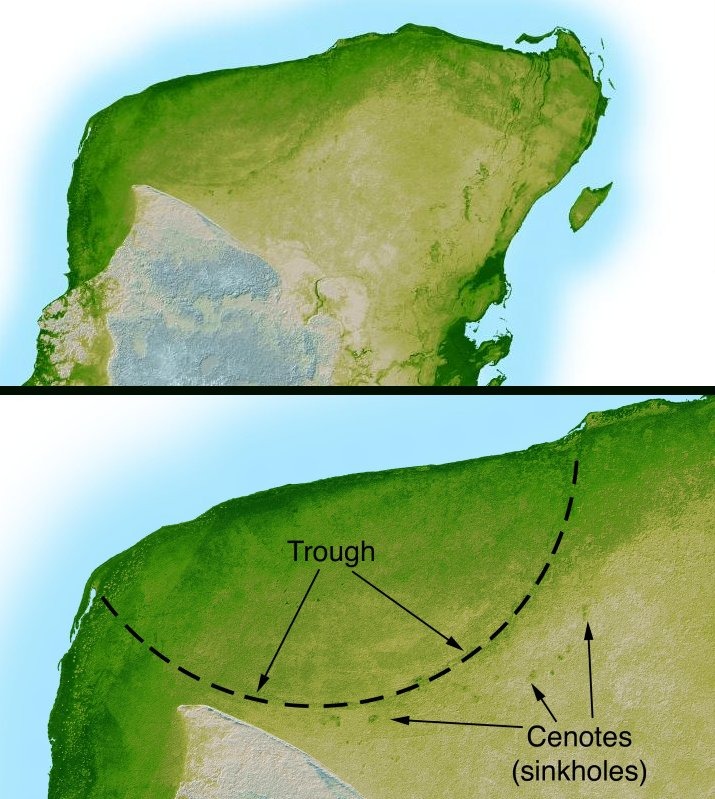
Badanie radarem ujawnia w topografii krateru Chicxulub pierścień średnicy 180 km

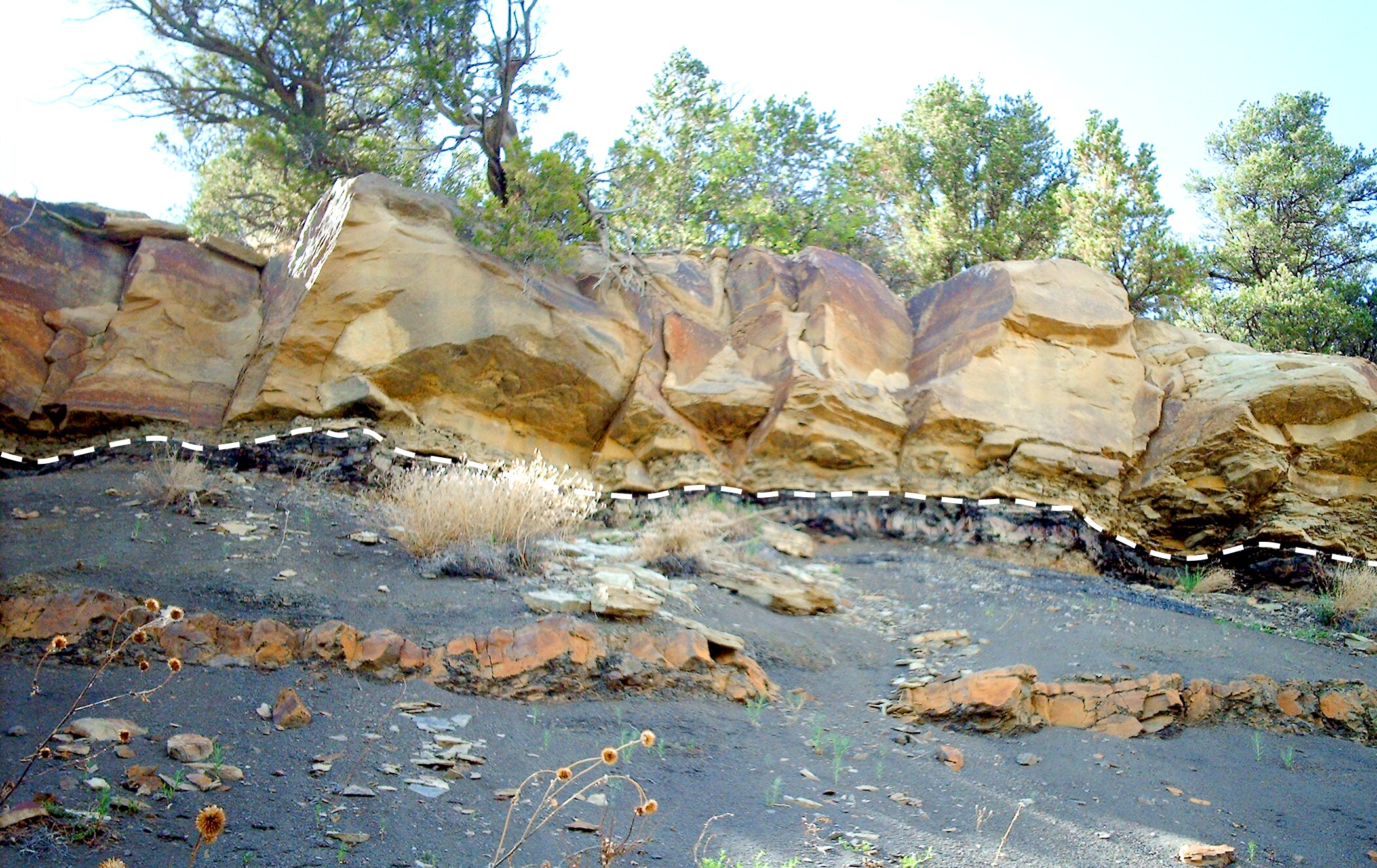
Wychodnia w Trinidad Lake State Park, stan Kolorado (USA); linia wskazuje granicę K-T

Dalsze badania pozwoliły odnaleźć krater Chicxulub crater, pogrążony w ziemi pod Chicxulub u wybrzeży Jukatanu. To z niego pochodziły osady gliny granicy. Zidentyfikowany w 1990 na podstawie pracy Glena Penfielda z 1978, krater jest owalny, o średniej średnicy około 180 km, co odpowiadało wielkości wyliczonej mniej więcej przez zespół Alvareza. Odkrycie krateru – przewidywanego koniecznie przez hipotezę impaktu – zapewniło rozstrzygający dowód na impakt na granicy K-Pg, wzmacniając hipotezę, że wymieranie zostało spowodowane zderzeniem.
W 2007 posunięto się naprzód. Podano, że obiekt, który uderzył w Ziemię, należał do rodziny planetoidy Baptistina. Powstały jednakże wątpliwości, po części z powodu nielicznych wiarygodnych obserwacji tej rodziny. Niedawno odkryto, że (298) Baptistina różni się składem chemicznym od ciała, które wywołało impakt pod koniec kredy. Choć to odkrycie czyni powiązanie pomiędzy rodziną Baptistina i impaktorem K-Pg trudniejszym do uzasadnienia, jednak go nie wyklucza. Badanie WISE z 2011 oceniające odbite od planetoid światło oszacowało rozpad na 80 milionów lat. Czas ten nie wystarcza do zmian orbity i uderzenia w Ziemię 66 milionów lat temu.
Paul Renne z Berkeley Geochronology Center odnotował jako datę uderzenia planetoidy jako 66,043 ± 0,011 miliona lat temu według datowania metodą argonowo-argonową. Później podał, że masowe wymieranie zaszło podczas 33 tysięcy lat po tym zdarzeniu.

### Prawdopodobne skutki zderzenia
Omawiane zderzenie mogło zahamować fotosyntezę, tworząc chmury pyłu odcinające światło słoneczne na rok lub mniej, a także wzbijając aerozole kwasu siarkowego do stratosfery. Zmniejszyły one ilość docierającego do powierzchni Ziemi światła słonecznego o 10–20%. Nim aerozole rozproszyły się, minęło przynajmniej 10 lat. Przyczyniło się to do wymierania roślin i fitoplanktonu, a także zależnych od nich organizmów roślinożernych i mięsożernych. Pewne stworzenia, których łańcuchy pokarmowe bazowały na detrytusie, otrzymały znaczną szansę przeżycia. Globalna burza ogniowa prawdopodobnie powstała na skutek impulsu ciepła i opadła z powrotem na Ziemię palącym podmuchem. Warstwa osadów spowodowanych impaktem zawiera wystarczająco dużo sadzy, by sugerować, że cała lądowa biosfera spłonęła. Wysoki ułamek tlenu w atmosferze w kredzie późnej przyczynił się do intensywnego spalania. Poziom tlenu w atmosferze obniżył się na początku trzeciorzędu. Jeśli pojawiły się szeroko rozprzestrzenione pożary, zwiększyły ilość dwutlenku węgla w atmosferze, powodując krótkotrwały efekt cieplarniany. Zabił on najwrażliwsze organizmy, które przetrwały okres bezpośrednio po uderzeniu.
Zderzenie mogło także przyczynić się do powstania kwaśnych deszczów, w zależności od rodzaju skały, w jaką uderzyło ciało niebieskie. Jednak badania sugerują, że efekt ten był względnie niewielki, utrzymywał się szacunkowo 12 lat. Kwasowość została zneutralizowana przez środowisko, a przeżycie zwierząt wrażliwych na kwaśne deszcze (jak płazy bezogonowe) wskazuje, że nie był to główny czynnik wymierania. Teorie impaktu mogą jedynie wyjaśnić bardzo szybkie wymieranie, jako że chmury pyłu i możliwe aerozole siarkowe opuściłyby atmosferę w naprawdę krótkim czasie – około 10 lat.
Kształt i ulokowanie krateru wskazują dalsze przyczyny zniszczeń poza chmurą pyłu. Planetoida uderzyła w pogranicze lądu i morza, co spowodowało megatsunami, dowody na które znaleziono w kilku miejscach na Karaibach i na wschodzie USA. Chodzi o piasek morski na terenach lądowych, a także pozostałości roślinności i skał lądowych w osadach morskich datowane na czas zderzenia. Ciało niebieskie uderzyło w pokłady gipsu (siarczan wapnia), co spowodowało wytworzenie się dużych ilości aerozolu zawierającego dwutlenek siarki. Zredukował on ilość energii słonecznej docierającej do powierzchni Ziemi, doprowadziło też do powstania kwaśnych deszczów, zabijających roślinność, plankton i organizmy budujące muszle z węglanu wapnia (Coccolithophyceae i mięczaki). W lutym 2008 zespół naukowców ustalił wykorzystując obrazowanie sejsmiczne krateru, że impaktor uderzył w wodę głębszą, niż wcześniej przypuszczano. W efekcie więcej aerozoli siarczanowych dostało się do atmosfery, co mogło uczynić zderzenie bardziej śmiercionośnym poprzez zmianę klimatu i doprowadzenie do kwaśnych deszczów.
Obecnie większość paleontologów zgadza się, że planetoida uderzyła w Ziemię pod koniec kredy, debata dotyczy zaś kwestii, czy impakt stanowił jedyną przyczynę wymierania. Dowiedziono, że od zderzenia do masowego wymierania upłynęło około 300 tysięcy lat. Sam impakt z kolei mógł zintensyfikować erupcje wulkaniczne.
W marcu 2010 międzynarodowy panel naukowców poparł hipotezę planetoidy, zwłaszcza uderzenie Chicxulub, jako przyczynę wymierania. Zespół 41 naukowców przejrzał literaturę naukową z 20 lat. Według przyjętych wówczas ustaleń mierząca 10 km skała runęła na Ziemię w Chicxulub na meksykańskim półwyspie Jukatan, tworząc krater średnicy 180–200 km. Skały stopniały czy wręcz wyparowały, osiągając prędkość 11 km/s. Uderzenie w bogate w węglany i siarczany skały spowodowało dostanie się szkodliwych gazów do atmosfery, powodując ciemności, ochłodzenie i kwaśne deszcze, a w rezultacie znaczne zmiany klimatyczne. Obecnie pozostałości po tej katastrofie w postaci granicy K-Ph znaleziono w 350 miejscach na świecie. Rozważano alternatywną hipotezę, zgodnie z którą niektóre z nich mają inne pochodzenie, np. wulkanicznie, natomiast impakt wyprzedza ich powstanie o 300 tysięcy lat. Budowa osadów pozwoliła jednak tę hipotezę odrzucić.

## Alternatywne wyjaśnienia
Fakt wydarzenia się wymierania w czasie impaktu planetoidy w Chicxulub silnie wspiera hipotezę impaktu. Jednak pewni naukowcy cały czas dyskutują nad rolą zderzenia Chicxulub w wymieraniu, sugerując, że inne zdarzenia również mogły przyczynić się do wymierania. W szczególności wymieniają erupcje wulkaniczne, zmiany klimatyczne, zmiany poziomu morza i inne impakty.

### Trapy Dekanu
Przed rokiem 2000 argumentację przyjmującą, że pokrywa lawowa tworząca trapy Dekanu wywołała wymieranie, łączono zazwyczaj z poglądem, zgodnie z którym zachodziło ono stopniowo, uważano bowiem, że pokrywy lawowe zaczęły tworzyć się około 68 milionów lat temu i trwało to przez ponad 2 miliony lat. Nowsze dane pokazują jednak, że trapy powstały dzięki erupcjom zachodzącym w czasie jedynie 800 tysięcy lat na granicy K-Pg. W związku z tym mogłyby być odpowiedzialne za wymieranie i opóźnienie odnowy biosfery. Coraz dokładniejsze pomiary wskazują, że większość erupcji wulkanicznych Dekanu miała miejsce około 50 tysięcy lat po uderzeniu.
Trapy Dekanu mogły wiązać się z wywołaniem wymierania poprzez kilka mechanizmów. Wymienia się emisję pyłu i aerozoli siarkowych do atmosfery, co zablokowało dostęp promieniom słonecznym i zredukowało fotosyntezę. Dodatkowo wulkanizm spowodował emisję dwutlenku węgla, co zwiększyło efekt cieplarniany, gdy pyły i aerozole opuściły atmosferę.
Kiedy hipotezę związaną z trapami Dekanu łączono z wolniejszym wymieraniem, Luis Alvarez (zmarły w 1988) stwierdził, że paleontologów zmylił Efekt Signora-Lippsa. Początkowo nie przyjęto tego stwierdzenia dobrze. Późniejsze intensywne badania terenowe przyznały tym słowom należytą wagę. Ostatecznie większość paleontologów zaczęła akceptować ideę, że masowe wymieranie na końcu kredy były w dużym stopniu lub przynajmniej częściowo spowodowane kosmiczną kolizją. Jednak nawet Walter Alvarez przyznał, że przed zderzeniem na Ziemi zaszły inne duże zmiany, jak obniżenie się poziomu morza i masywne erupcje wulkaniczne, który utworzyły trapy Dekanu i mogły przyczynić się do wymierania.

### Wielokrotny impakt
Kilka innych kraterów również zdaje się być pochodzić z czasów granicy K-Pg. Sugeruje to możliwość prawie jednoczesnych licznych uderzeń, być może fragmentów rozbitej planetoidy, podobnie jak w przypadku komety Shoemaker-Levy 9, która uderzyła w Jowisza. Poza stuosiemdziesięciokilometrowym kraterem Chicxulub istnieją również mierzący 24 km Krater Bołtysz na Ukrainie (65,17 ±0,64 miliona lat), mierzący 20 km Krater Silverpit w dnie Morza Północnego (62,5 ± 2,5 miliona lat) oraz kontrowersyjny i dużo większy (600 km) Krater Śiwa. Inne kratery mogły utworzyć się w dnie Oceanu Tetydy i zostać zniszczone przez procesy tektoniczne, takie jak ruch Afryki czy Indii na północ.

### Mastrychcka regresja morska
Istnieją dowody na obniżenie się poziomu morza w ostatnim wieku kredy, większe niż jakiekolwiek dotychczas w erze mezozoicznej. W pewnych mastrychckich warstwach skalnych z różnych części świata warstwy późniejsze są lądowe, a wcześniejsze reprezentują wybrzeża, najwcześniejsze zaś odpowiadają dnom morskim. Nie ma śladów przechylenia warstw czy zaburzeń związanych z górotwórstwem, najprawdopodobniejszym wyjaśnieniem jest więc regresja, obniżenie się poziomu morza. Nie ma bezpośrednich dowodów wyjaśniających jej przyczyny, ale obecnie akceptowane jako najprawdopodobniejsze wyjaśnienie mówi o grzbietach, których aktywność zmalała i zapadły się pod własnym ciężarem.
Silna regresja poważnie zredukowałaby szelf kontynentalny, najbogatszy w gatunki rejon morski. Wystarczyłaby więc za przyczynę masowego wymierania w morzach, poza oczywiście planktonem oceanicznym. Jednak badacze dochodzą do wniosku, że zmiana taka byłaby niewystarczająca dla wyjaśnienia obserwowanego poziomu wymierania amonitów. Regresja spowodowałaby też zmiany klimatyczne, częściowo poprzez zmiany wiatrów i redukcję albedo, co zwiększyłoby globalną temperaturę.
Regresja morska skutkowała również zanikiem mórz epikontynentalnych, jak Morze Środkowego Zachodu na kontynencie północnoamerykańskim, co znacznie zmieniło siedliska. Zanikły przybrzeżne równiny, które przez 10 milionów lat stanowiły dom dla różnych biocenoz, znajdywanych potem w skałach formacji choćby Dinosaur Park. Inną konsekwencją tego zjawiska była ekspansja środowisk słodkowodnych, jako że wody przemierzały dłuższe drogi przez kontynenty, nim osiągały oceany. Zmiana ta okazała się korzystna dla kręgowców słodkowodnych, w przeciwieństwie do morskich, np. rekinów.

### Przejście przez kosmiczną chmurę
Według zespołu Tokuhira Nimury globalne ochłodzenie, które stało się przyczyną wymierania, spowodowane było wejściem Ziemi w kosmiczną chmurę cząstek, która miała rozmiary około 100 parseków. Takie zdarzenie skutkowałoby wprowadzeniem do ziemskiej atmosfery cząstek rozpraszających promieniowanie słoneczne na okres co najmniej 8 milionów lat. Ochłodzenie wiązało się według nich z regresją morską, a cząstki opadające na powierzchnię utworzyły warstwę pozaziemskiego irydu o miąższości większej niż powstałaby w wyniku uderzenia asteroidy. Jednakże na początku paleogenu nie mamy na Ziemi śladów zlodowacenia.

### Wiele przyczyn
W przeglądzie J. David Archibald i David E. Fastovsky dyskutowali scenariusz kombinacji trzech głównych postulowanych przyczyn: wulkanizmu, regresji morskiej i impaktu. Wedle tej wersji wydarzeń społeczności lądowe i morskie podlegały już stresowi środowiskowemu z powodu zmian zachodzących w ich siedliskach. Dinozaury, jako największe z kręgowców, zostały dotknięte zmianami środowiskowymi w pierwszej kolejności, ich zmienność spadała. W tym samym czasie wulkanizm spowodował ochłodzenie i wysuszanie. Wtedy nastąpiła kolizja niszcząca łańcuchy pokarmowe oparte na fotosyntezie, tak w już nadwerężonych środowiskach lądowych, jak i w morzach. Główna różnica pomiędzy rzeczoną hipotezą a przyjmującymi jedną przyczynę polega na tym, że jej zwolennicy nie uznają żadnej pojedynczej przyczyny za wystarczającą. Również precyzyjniejsze badania porównujące czas uderzenia bolidu i nasilonego wulkanizmu wskazują, że oba te zjawiska były bliskie w czasie. Wyraźny wzrost erupcji nastąpił w czasie 50 tysięcy lat od uderzenia, co jest terminem odpowiednim na powiązanie wpływu impaktu na sejsmikę do tego wzrostu prowadzącą. Sugeruje to, że rozpatrywanie oddzielne wpływu uderzenia i wulkanizmu jest niemożliwe.

## Po wymieraniu
Eliminacja dominujących w kredzie grup pozwoliła innym organizmom zająć ich miejsce, pobudzając serię radiacji adaptacyjnych w paleogenie. Najbardziej rzuca się w oczy zastąpienie dinozaurów przez ssaki. Po wymieraniu ssaki ewoluowały, wypełniając nisze pozostawione przez dinozaury. Wśród rodzajów ssaków nowe gatunki były powyżej granicy K-Pg średnio 9,1% większe.
Znaczne radiacje wydarzyły się także wśród innych grup. Bazując na sekwencjonowaniu molekularnym i datowaniu skamielin, wydaje się, że ptaki nowoczesne też uległy radiacji po granicy K-Pg. Powstały olbrzymie, nielotne formy, jak roślinożerny Gastornis i Dromornithidae oraz drapieżne Phorusrhacidae. Wymarcie kredowych jaszczurek i węży mogło doprowadzić do radiacji współczesnych ich grup, jak legwany, warany, dusiciele. Na lądzie pojawiły się olbrzymi dusiciel Titanoboa i dziwaczne Madtsoiidae. W morzach radiacji uległy wielkie węże morskie. Doskonałokostne różnicowały się gwałtownie, wypełniając nisze pozostawione po wymieraniu. W paleocenie i eocenie pojawiły się żaglicowate, tuńczyki, węgorzokształtne i flądrokształtne. Również wśród paleogeńskich owadów zaszły duże zmiany. Wiele grup mrówek istniało już w kredzie, ale w eocenie mrówki zaczęły dominować i różnicować się, tworzyć większe kolonie. Różnicowały się też motyle, być może zajmując miejsce liściożernych owadów, które zniknęły w wymieraniu. Rosło znaczenie także zaawansowanych, budujących kopce termitów Termitidaee.